# Jeong Se-woon
Jeong Sewoon (tiếng Hàn: 정세운, sinh ngày 31 tháng 5 năm 1997) là ca sĩ, nhạc sĩ thuộc Starship Entertainment hay còn được gọi là "Singer-songwridol".

## Nghề nghiệp

### Trước khi ra mắt
Jeong Sewoon xuất hiện trước công chúng lần đầu vào năm 2013 với tư cách là thí sinh của K-pop Star mùa 3. Anh đã vượt qua vòng thử giọng đầu tiên với phần trình diễn bài hát "Mom, Wait a Minute" (Hangul: 엄마 잠깐만). Một trong những vị giám khảo của chương trình -người sáng lập JYP Entertainment Park Jin Young đã khen bài hát và so sánh anh với Akdong Musician, người đã chiến thắng  K-pop Star mùa 2. Bắt đầu từ vòng 3, Sewoon thi đấu như một phần của bộ đôi Something (Hangul: 썸띵) cùng với thí sinh Kim Ah-hyeon. Bộ đôi này đã lọt vào trận chung kết nhưng đã bị loại trong vòng đầu tiên của buổi trình diễn trực tiếp. 3 tháng sau khi chương trình kết thúc, Sewoon kí hợp dồng với Starship Entertainment.
Năm 2017, Sewoon đại diện cho Starship Entertainment tham gia chương trình Produce 101 Season 2 cùng với Lee Gwang-hyun. Sewoon đã nằm trong Top 20 nhưng bị loại trong đêm chung kết, sau khi xếp hạng 12 chung cuộc với 769,859 phiếu. Sau khi kết thúc chương trình, ngày 1 tháng 8, Starship Entertainment thông báo rằng, anh đã bắt đầu chuẩn bị cho màn ra mắt của mình với tư cách solo.

### 2017: Ra mắt với "Ever"
Jeong Sewoon ra mắt như một ca sĩ solo vào ngày 31 tháng 8, với Album đầu tiên mang tên Ever và đã vươn lên vị trí thứ hai trên bảng xếp hạng Gaon sau khi bán được 23.438 bản trong tuần đầu tiên. Album gồm 2 ver: "+Glow" and "+Green". Cả hai ver đều có 6 bài hát và bài chủ đề mang tên "Just U". "Just U" đạt vị trí thứ 8 và có hơn 59,790 lượt download trong tuần đầu tiên.

## Danh sách đia nhạc

### Đĩa mở rộng
| Tiêu đề       | Chi tiết                                                                                                 | Vị trí cao nhất | Doanh số                 |
| Tiêu đề       | Chi tiết                                                                                                 | KOR             | Doanh số                 |
| Part.1 Ever   | - Released: ngày 31 tháng 8 năm 2017 - Label: Starship Entertainment - Formats: CD, digital download     | 2               | - KOR: 41,586            |
| Part. 2 After | - Release date: ngày 24 tháng 1 năm 2018 - Label: Starship Entertainment - Formats: CD, digital download | 3               | - KOR: 30,850 - JPN: 271 |

### Đĩa đơn
| Tiêu đề               | Năm  | Vị trí cao nhất | Doanh số       | Album |
| Tiêu đề               | Năm  | KOR             | Doanh số       | Album |
| --------------------- | ---- | --------------- | -------------- | ----- |
| "Just U" (with Sik-K) | 2017 | 8               | - KOR: 152,216 | Ever  |
| "Baby It's U"         | 2018 | 89              | After          |       |

### Nhạc phim
| Tiêu đề                         | Năm  | vị trí cao nhất | Doanh số | Album                               |
| Tiêu đề                         | Năm  | KOR             | Doanh số | Album                               |
| ------------------------------- | ---- | --------------- | -------- | ----------------------------------- |
| "There's Something" (뭔가 있어) | 2018 | —               | —        | Wok of Love OST                     |
| "It's You"                      | 2018 | —               | —        | What's Wrong with Secretary Kim OST |

### Như là nghệ sỹ nổi bật
| Tiêu đề                                                   | Năm  | Xem biểu đồ vị trí | Bán hàng | Album |
| Tiêu đề                                                   | Năm  | JAP                | Bán hàng | Album |
| --------------------------------------------------------- | ---- | ------------------ | -------- | ----- |
| "Confession" (Mind U with Jeong Sewoon and Yoo Seung woo) | 2017 | —                  | —        | Dear  |

### Bài hát khác
| Tiêu đề                                                     | Năm  | Xem biểu đồ vị trí | Bán hàng       | Album   |
| Tiêu đề                                                     | Năm  | JAP                | Bán hàng       | Album   |
| ----------------------------------------------------------- | ---- | ------------------ | -------------- | ------- |
| "Chậm Hơn Bao giờ" (바다를 나는 거북이)                     | 2017 | 92                 | - HÀN: 27,369+ | Bao giờ |
| "Phép lạ"                                                   | 2017 | 94                 | - HÀN: 26,914+ | Bao giờ |
| "Không sao" (오해는 마)                                     | 2017 | 95                 | - HÀN: 27,035+ | Bao giờ |
| "Nếu Bạn" (괜찮다면) (with Brother Su)                      | 2017 | —                  | - HÀN: 25,115+ | Bao giờ |
| "Oh! My Angel" (오! 나의 여신) (with Gwang-hyeon)           | 2017 | —                  | - HÀN: 23,227+ | Bao giờ |
| "—" tức không có biểu đồ hoặc không được hành ở khu vực đó. |      |                    |                |         |

## Video

### MVs
| Tiêu đề                | Năm  | Album | Đạo diễn    |
| ---------------------- | ---- | ----- | ----------- |
| "Just U" (feat. Sik-K) | 2017 | Ever  | SUNNYVISUAL |
| "Baby It's U"          | 2018 | After | SUNNYVISUAL |

## Đóng phim
| Năm  | Tiêu đề                            | Kênh | Vai       | Ghi chú            |
| ---- | ---------------------------------- | ---- | --------- | ------------------ |
| 2018 | It's Dangerous Beyond The Blankets | MBC  | Khách mời | Ep. 2–3 (Season 2) |
| 2018 | Begin Again 2                      | JTBC | Khách mời | Ep. 5–7            |
| 2018 | Produce 48                         | Mnet | Khách mời | Ep. 0              |
| 2018 | Laws Of The Jungle                 | SBS  | Khách mời |                    |

### Chương trình thực tế
| Năm       | Tiêu đề              | Kênh | Ghi chú                          |
| --------- | -------------------- | ---- | -------------------------------- |
| 2013–2014 | K-pop Star 3         | SBS  |                                  |
| 2017      | Produce 101 Season 2 | Mnet | Ep. 1–11, finished in 12th place |

## Giải thưởng và đề cử
| Năm  | Giải                         | Hạng mục                      | Nominated work        | Kết quả   |
| ---- | ---------------------------- | ----------------------------- | --------------------- | --------- |
| 2017 | 2nd Asia Artist Awards       | Rising Star Award             | —                     | Đoạt giải |
| 2017 | 2nd Asia Artist Awards       | Popularity Award              | —                     | Đề cử     |
| 2017 | 19th Mnet Asian Music Awards | Artist of the Year            | —                     | Đề cử     |
| 2017 | 19th Mnet Asian Music Awards | Best New Male Artist          | —                     | Đề cử     |
| 2017 | 9th Melon Music Awards       | Best New Artist               | —                     | Đề cử     |
| 2018 | 32nd Golden Disc Awards      | New Artist of the Year        | —                     | Đề cử     |
| 2018 | 32nd Golden Disc Awards      | Global Popularity Award       | —                     | Đề cử     |
| 2018 | 27th Seoul Music Awards      | New Artist Award              | —                     | Đề cử     |
| 2018 | 27th Seoul Music Awards      | Popularity Award              | —                     | Đề cử     |
| 2018 | 27th Seoul Music Awards      | Hallyu Special Award          | —                     | Đề cử     |
| 2018 | 7th Gaon Chart Music Awards  | New Artist of the Year (Song) | "Just U" (with Sik-K) | Đề cử     |